# Euxoa insulana
Euxoa insulana är en fjärilsart som beskrevs av Corti 1932. Euxoa insulana ingår i släktet Euxoa och familjen nattflyn. Inga underarter finns listade i Catalogue of Life.